# Шевченко Леся Антонівна
Леся Антонівна Шевченко (23 вересня 1931, Київ) — український історик, дослідниця новітньої історії України, культурного будівництва в Україні.

## Біографія
Народилася 23 вересня 1931 року в Києві. 1954 року закінчила історичний факультет Київського державного університету. У 1955–1958 роках — аспірантка Київського державного університету. У 1958 році, під керівництвом кандидата історичних наук О. А. Бородіна, захистила кандидатську дисетртацію на тему: «Боротьба Комуністичної партії України за зміцнення сільських рад республіки в період суцільної колективізації сільського господарства (1930–1932 рр.)». У 1959–1960 роках — молодший науковий співробітник відділу історії радянського суспільства, у 1963–1965 роках — молодший науковий співробітник відділу історії соціалістичного і комуністичного будівництва, з 1965 року — старший науковий співробітник, у 1989–1999 роках — провідний науковий співробітник відділу сучасної історії України Інституту історії України НАН України. У 1989 році захистила докторську дисертацію на тему: «Підвищення культурного рівня трудящих Української РСР в 60-і — першу половину 80 років: Досвід. Проблеми».

## Наукова діяльність
Опублікувала понад 150 праць. Серед них:
- Нарис історії України XX століття. — Київ, 2002 (у співавторстві);
- Роль духовної спадщини в утвердженні національної самосвідомості народу України // Україна XX ст.: минуле і сьогодення. — Київ, Донецьк, 1995;
- Проблеми духовного відродження народу // Україна. Короткі нариси з історії. — Київ, 1992;
- Повышение культурного уровня трудящихся в условиях развитого социализма (На материалах УССР). — Київ, 1985;
- Дружба братніх культур: Культурне співробітництво українського народу з братніми народами СРСР, 1946–1958. — Київ, 1971;
- Розвиток української радянської культури в 1959–1965 рр. — Київ, 1967.

Автор і член редколегій численних колективних праць, в тому числі:
- «Розвиток української культури за роки радянської влади» (К., 1967);
- «Історія Української РСР» (українською мовою у 8 томах, російською мовою у 10 томах);
- «Історія Києва» (том 3, книги 1, 2. — Київ, 1985–1986);
- статей до «Енциклопедії історії України».

Підготувала чотирьох кандидатів наук.